# Alga

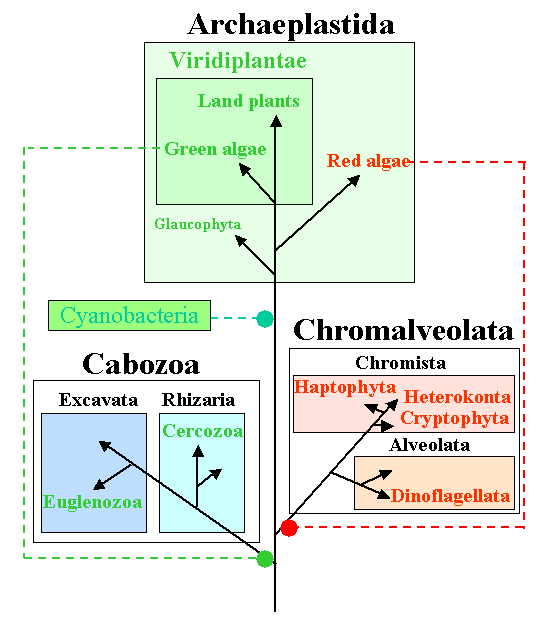
El llinatge de les algues segons Thomas Cavalier-Smith. El nombre exacte i el lloc dels esdeveniments endosimbiòtics encara no és clar, per això aquest diagrama s'ha de prendre com una guia general

Les algues són éssers eucariotes, unicel·lulars o pluricel·lulars, que realitzen la fotosíntesi, és a dir, són autòtrofs fotosintètics. Les algues pluricel·lulars tenen totes les cèl·lules del mateix tipus (amb l'excepció dels gàmetes i les espores), no formen teixits diferents. Aquest tipus d'estructura s'anomena tal·lus; per això, les algues es defineixen com a organismes tal·lofítics amb clorofil·la.
Com que no tenen un teixit epidèrmic impermeable que eviti la seva dessecació, tot i que realitzen la fotosíntesi, les seves cèl·lules tenen una paret externa de cel·lulosa i, malgrat que algunes tenen formes semblants a les fulles, tiges i arrels, les algues no són plantes autèntiques, no s'inclouen en el regne de les plantes, sinó que, juntament amb els protozous, formen un regne diferent que s'anomena regne dels protists.
Alguns grups d'algues tenen el pigment verd (la clorofil·la) emmascarat per altres pigments que els proporcionen altres colors (groc, marró o vermell). Viuen a l'aigua o en llocs molt humits, de manera lliure o fixes en una superfície. Moltes algues unicel·lulars viuen suspeses en l'aigua i constitueixen el fitoplàncton.
Es reprodueixen asexualment per bipartició, escissió, o mitjançant espores, i sexualment, mitjançant gàmetes. En general, la seva reproducció és alternant, és a dir, s'alterna una reproducció mitjançant espores amb una reproducció mitjançant gàmetes.
A les carofícies, l'extrem superior de l'oogoni s'anomena corònula. És constituïda per les terminacions de cinc cèl·lules que revesteixen l'oogoni.

## Etimologia i estudi
El singular alga és una paraula llatina. L'etimologia és dubtosa. Encara que alguns especulen que està relacionat amb el llatí algēre, 'estar fred', no es coneix cap motiu que associï les algues amb la temperatura. Una font més probable és alliga, 'lligar, entrellaçar'.
La paraula del grec antic per "alga" era φῦκος (phŷkos), que podria significar l'alga (probablement alga vermella) o un tint vermell que se'n deriva. La llatinització, fūcus, significava principalment el color cosmètic. L'etimologia és incerta, però un candidat fort ha estat durant molt de temps alguna paraula relacionada amb el bíblic פוך (pūk), "pintura" (si no aquesta paraula en si), una ombra d'ulls cosmètica utilitzada a l'antic Egipte i altres habitants de la Mediterrània oriental. Pot ser de qualsevol color: negre, vermell, verd o blau.
L'estudi de les algues s'anomena més comunament ficologia (de Plantilla:ISO 639 name  phykos 'algues'); el terme algologia està quedant en desús.

## Taxonomia

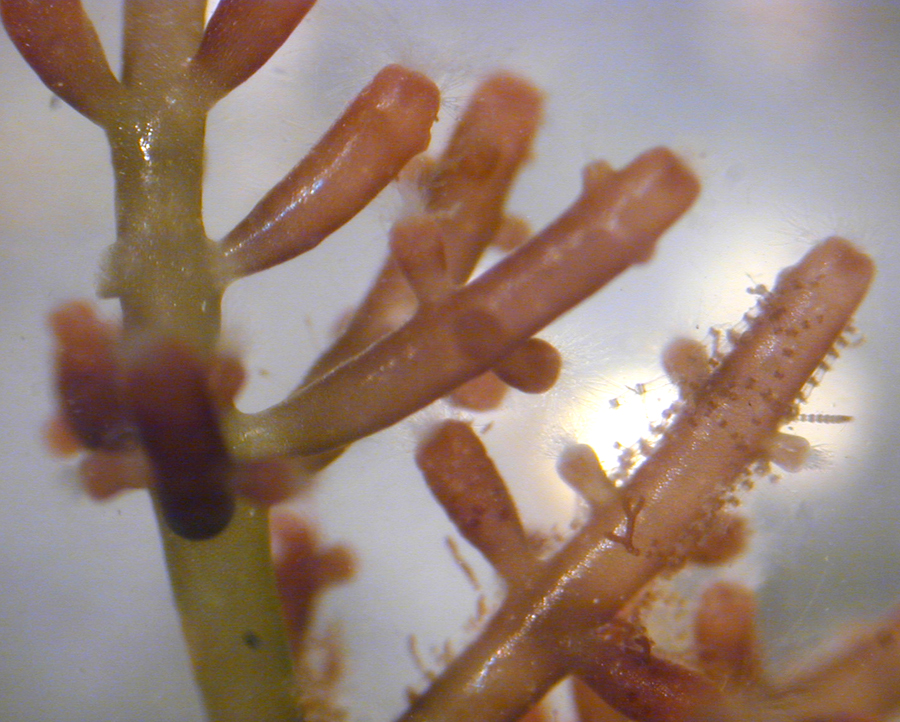
Laurencia, un gènere marí d'algues vermelles de Hawaii

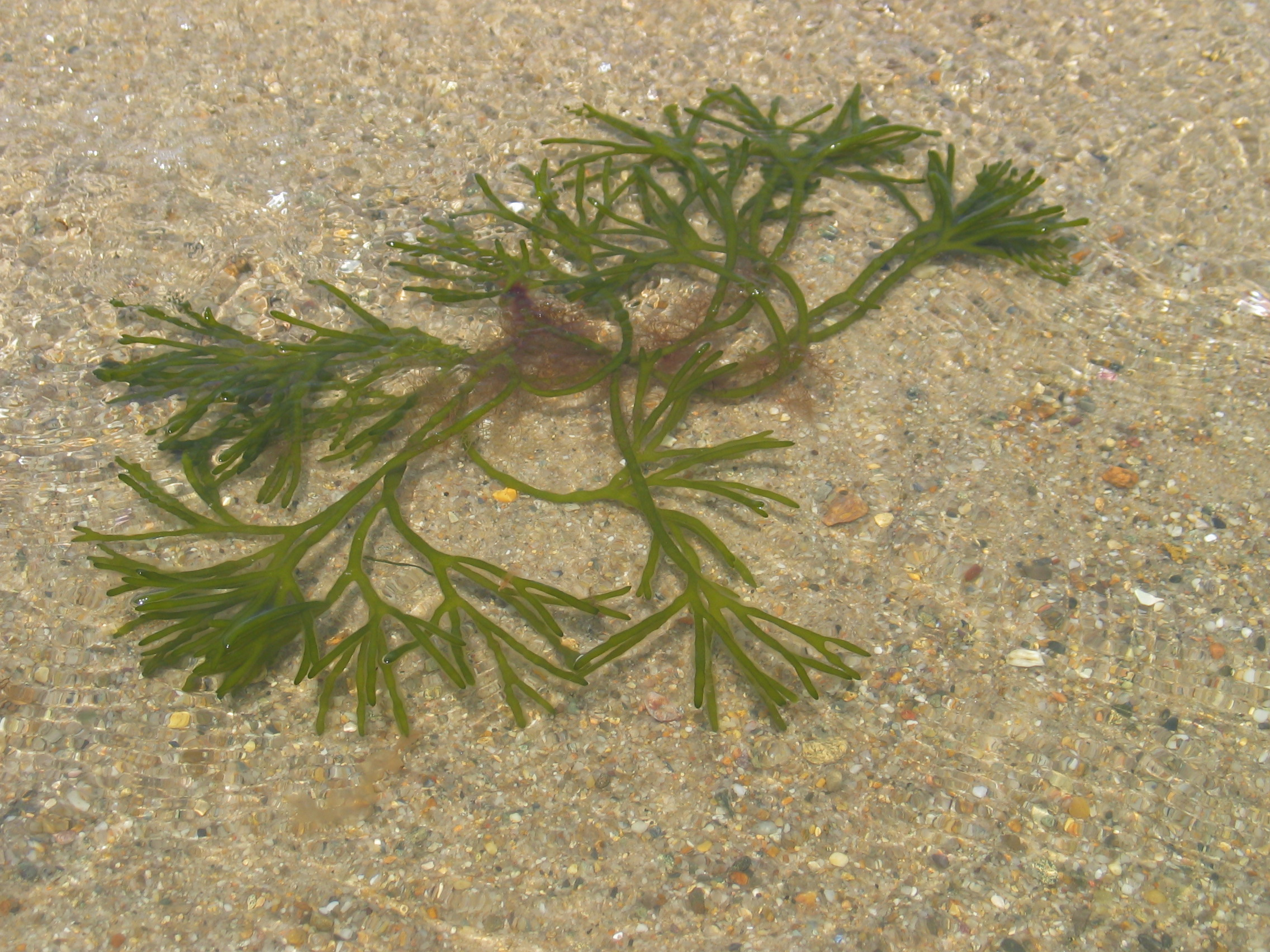
Codium fragile a la costa

Les algues no formen una unitat taxonòmica, sinó que són un grup polifilètic (vegeu regne Protoctista), una denominació vulgar per a diversos organismes pigmentats que viuen a l'aigua.
Algues blaves
Les anomenades algues blaves no són algues, sinó cianobacteris, organismes procariotes (sense nucli diferenciat). Poden formar grans masses visibles a ull nu d'aspecte semblant a les algues eucariotes, d'on prové la confusió com per exemple en Nostoc commune.
Algues flagel·lades
Són algues unicel·lulars que tenen un o més flagels. Formen part del fitoplàncton. Apareixen en grans quantitats en aigües dolces, com les euglenes, o al mar, com les dinoflagel·lades. Exemples: Euglena
Algues grogues o diatomees
Són algues unicel·lulars i formen part del fitoplàncton. La clorofil·la està emmascarada per un pigment groc, i el seu cos està protegit per una mena d'estoig de sílice.
Algues verdes
Són algues unicel·lulars o pluricel·lulars de color verd, perquè en elles predomina la clorofil·la. Viuen en aigües riques en sals minerals, a les quals donen un color verd intens. Abunden en aigües dolces, i també viuen en el mar i fins i tot en la terra humida. Es diu que d'aquestes algues provenen les plantes superiors. Exemples: Cladophora, Spirogyra, Chara, enciam de mar (Ulva lactuca), Chlorella, Nodularia.
Algues brunes
Són algues pluricel·lulars en les quals la clorofil·la està emmascarada per un pigment de color marró. La majoria viuen fixes en els substrats mitjançant arrels falses. Encara que el seu aspecte sigui com el de plantes superiors, no ho són perquè no tenen teixit epidèrmic ni vasos conductors. El seu cos està cobert de substàncies mucilaginoses, la qual cosa els permet suportar emersions llargues fora de l'aigua i viure en zones de marea. Poden arribar a tenir grans dimensions, com en el cas de les laminàries, que són els organismes més grans que existeixen. De vegades, tenen flotadors que les mantenen dretes. Exemples: Fucus, Undaria, Sargassum fusiforme.
Algues vermelles
Les algues vermelles o rodòfits (Rhodophyta) són uns organismes fotosintètics que contenen clorofil·la a i d. Presenten una gran diversitat de formes i grandàries. Es caracteritzen per l'absència de cèl·lules flagel·lades, la presència de pigments bilicromoproteids i ficobilisomes i l'absència de midó en els cloroplasts, ja que usen com a material de reserva el midó de florideas; els tilacoides són simples (rodoplasts). La reproducció sexual per oogàmia, amb cèl·lules especialitzades, carpogonis i espermacions (pot faltar-hi la sexualitat). Les algues vermelles són utilitzades en el sector alimentari i en el farmacèutic. En aquests, el producte més comercialitzat és l'agar-agar.

## Filogènia

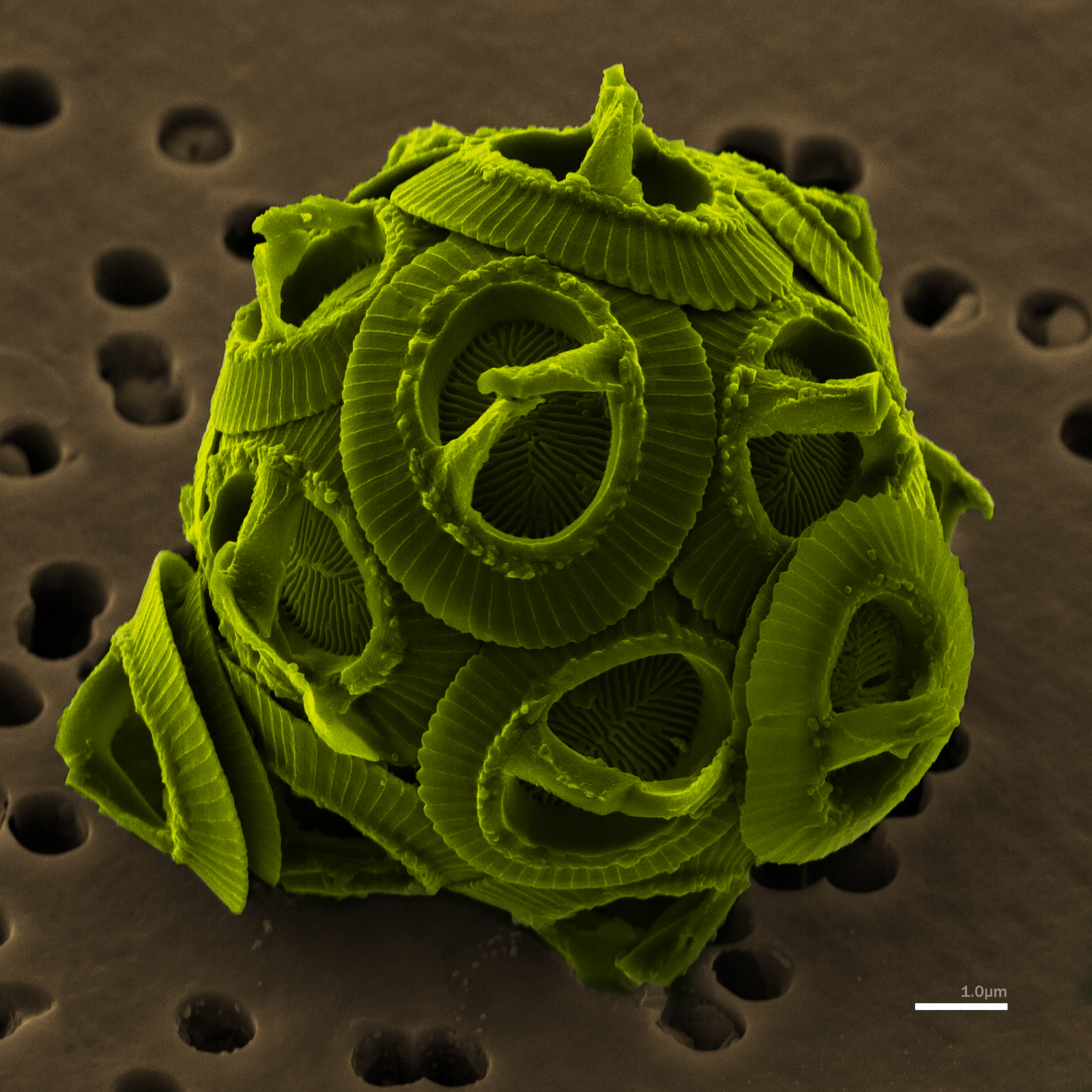
Micrografia electrònica d'escaneig en fals color del cocolitòfor unicel·lular Gephyrocapsa oceanica

Una definició d'algues és que "tenen la clorofil·la com a pigment fotosintètic primari i no tenen una coberta estèril de cèl·lules al voltant de les seves cèl·lules reproductores". D'altra banda, les incolores Prototheca sota Chlorophyta estan totes desproveïdes de qualsevol clorofil·la. Encara que els cianobacteris sovint es coneixen com "algues blaves-verdes", la majoria de les autoritats exclouen tots els procariotes, inclosos els cianobacteris, de la definició d'algues.
Les algues contenen cloroplasts d'estructura similar als cianobacteris. Els cloroplasts contenen ADN circular com el dels cianobacteris i s'interpreten com a representants de cianobacteris endosimbiòtics reduïts. Tanmateix, l'origen exacte dels cloroplasts és diferent entre llinatges separats d'algues, reflectint la seva adquisició durant diferents esdeveniments endosimbiòtics. La taula següent descriu la composició dels tres grans grups d'algues. Les seves relacions de llinatge es mostren a la figura de la part superior dreta. Molts d'aquests grups contenen alguns membres que ja no són fotosintètics. Alguns conserven els plastids, però no els cloroplasts, mentre que altres els han perdut completament.
Les algues són polifilètiques des del punt de vista de l'àcid nucleic, però es pot traçar un arbre de genealogia no nucleocitoplasmàtica:
|  | Rhodophyta                                                 |
|  |                                                            |
|  | Heterokonta                                                |
|  |                                                            |
|  | \| \| Cryptophyta \| \| \| \| \| \| Haptophyta \| \| \| \| |
|  |                                                            |
|  | Cryptophyta                                                |
|  |                                                            |
|  | Haptophyta                                                 |
|  |                                                            |

|  | Cryptophyta |
|  |             |
|  | Haptophyta  |
|  |             |

|  | Chlorophyta                                                                    |
|  |                                                                                |
|  | \| \| Charophyta \| \| \| \| \| \| Embryophyta (plantes superiors) \| \| \| \| |
|  |                                                                                |
|  | Charophyta                                                                     |
|  |                                                                                |
|  | Embryophyta (plantes superiors)                                                |
|  |                                                                                |

|  | Charophyta                      |
|  |                                 |
|  | Embryophyta (plantes superiors) |
|  |                                 |

|  | Chlorophyta                                                                    |
|  |                                                                                |
|  | \| \| Charophyta \| \| \| \| \| \| Embryophyta (plantes superiors) \| \| \| \| |
|  |                                                                                |
|  | Charophyta                                                                     |
|  |                                                                                |
|  | Embryophyta (plantes superiors)                                                |
|  |                                                                                |

|  | Charophyta                      |
|  |                                 |
|  | Embryophyta (plantes superiors) |
|  |                                 |

|  | Chlorophyta                                                                    |
|  |                                                                                |
|  | \| \| Charophyta \| \| \| \| \| \| Embryophyta (plantes superiors) \| \| \| \| |
|  |                                                                                |
|  | Charophyta                                                                     |
|  |                                                                                |
|  | Embryophyta (plantes superiors)                                                |
|  |                                                                                |

|  | Charophyta                      |
|  |                                 |
|  | Embryophyta (plantes superiors) |
|  |                                 |

|  | Chlorophyta                                                                    |
|  |                                                                                |
|  | \| \| Charophyta \| \| \| \| \| \| Embryophyta (plantes superiors) \| \| \| \| |
|  |                                                                                |
|  | Charophyta                                                                     |
|  |                                                                                |
|  | Embryophyta (plantes superiors)                                                |
|  |                                                                                |

|  | Charophyta                      |
|  |                                 |
|  | Embryophyta (plantes superiors) |
|  |                                 |

|  | Rhodophyta                                                 |
|  |                                                            |
|  | Heterokonta                                                |
|  |                                                            |
|  | \| \| Cryptophyta \| \| \| \| \| \| Haptophyta \| \| \| \| |
|  |                                                            |
|  | Cryptophyta                                                |
|  |                                                            |
|  | Haptophyta                                                 |
|  |                                                            |

|  | Cryptophyta |
|  |             |
|  | Haptophyta  |
|  |             |

|  | Chlorophyta                                                                    |
|  |                                                                                |
|  | \| \| Charophyta \| \| \| \| \| \| Embryophyta (plantes superiors) \| \| \| \| |
|  |                                                                                |
|  | Charophyta                                                                     |
|  |                                                                                |
|  | Embryophyta (plantes superiors)                                                |
|  |                                                                                |

|  | Charophyta                      |
|  |                                 |
|  | Embryophyta (plantes superiors) |
|  |                                 |

|  | Chlorophyta                                                                    |
|  |                                                                                |
|  | \| \| Charophyta \| \| \| \| \| \| Embryophyta (plantes superiors) \| \| \| \| |
|  |                                                                                |
|  | Charophyta                                                                     |
|  |                                                                                |
|  | Embryophyta (plantes superiors)                                                |
|  |                                                                                |

|  | Charophyta                      |
|  |                                 |
|  | Embryophyta (plantes superiors) |
|  |                                 |

|  | Chlorophyta                                                                    |
|  |                                                                                |
|  | \| \| Charophyta \| \| \| \| \| \| Embryophyta (plantes superiors) \| \| \| \| |
|  |                                                                                |
|  | Charophyta                                                                     |
|  |                                                                                |
|  | Embryophyta (plantes superiors)                                                |
|  |                                                                                |

|  | Charophyta                      |
|  |                                 |
|  | Embryophyta (plantes superiors) |
|  |                                 |

|  | Chlorophyta                                                                    |
|  |                                                                                |
|  | \| \| Charophyta \| \| \| \| \| \| Embryophyta (plantes superiors) \| \| \| \| |
|  |                                                                                |
|  | Charophyta                                                                     |
|  |                                                                                |
|  | Embryophyta (plantes superiors)                                                |
|  |                                                                                |

|  | Charophyta                      |
|  |                                 |
|  | Embryophyta (plantes superiors) |
|  |                                 |

|  | Rhodophyta                                                 |
|  |                                                            |
|  | Heterokonta                                                |
|  |                                                            |
|  | \| \| Cryptophyta \| \| \| \| \| \| Haptophyta \| \| \| \| |
|  |                                                            |
|  | Cryptophyta                                                |
|  |                                                            |
|  | Haptophyta                                                 |
|  |                                                            |

|  | Cryptophyta |
|  |             |
|  | Haptophyta  |
|  |             |

|  | Chlorophyta                                                                    |
|  |                                                                                |
|  | \| \| Charophyta \| \| \| \| \| \| Embryophyta (plantes superiors) \| \| \| \| |
|  |                                                                                |
|  | Charophyta                                                                     |
|  |                                                                                |
|  | Embryophyta (plantes superiors)                                                |
|  |                                                                                |

|  | Charophyta                      |
|  |                                 |
|  | Embryophyta (plantes superiors) |
|  |                                 |

|  | Chlorophyta                                                                    |
|  |                                                                                |
|  | \| \| Charophyta \| \| \| \| \| \| Embryophyta (plantes superiors) \| \| \| \| |
|  |                                                                                |
|  | Charophyta                                                                     |
|  |                                                                                |
|  | Embryophyta (plantes superiors)                                                |
|  |                                                                                |

|  | Charophyta                      |
|  |                                 |
|  | Embryophyta (plantes superiors) |
|  |                                 |

|  | Chlorophyta                                                                    |
|  |                                                                                |
|  | \| \| Charophyta \| \| \| \| \| \| Embryophyta (plantes superiors) \| \| \| \| |
|  |                                                                                |
|  | Charophyta                                                                     |
|  |                                                                                |
|  | Embryophyta (plantes superiors)                                                |
|  |                                                                                |

|  | Charophyta                      |
|  |                                 |
|  | Embryophyta (plantes superiors) |
|  |                                 |

|  | Chlorophyta                                                                    |
|  |                                                                                |
|  | \| \| Charophyta \| \| \| \| \| \| Embryophyta (plantes superiors) \| \| \| \| |
|  |                                                                                |
|  | Charophyta                                                                     |
|  |                                                                                |
|  | Embryophyta (plantes superiors)                                                |
|  |                                                                                |

|  | Charophyta                      |
|  |                                 |
|  | Embryophyta (plantes superiors) |
|  |                                 |

|  | Rhodophyta                                                 |
|  |                                                            |
|  | Heterokonta                                                |
|  |                                                            |
|  | \| \| Cryptophyta \| \| \| \| \| \| Haptophyta \| \| \| \| |
|  |                                                            |
|  | Cryptophyta                                                |
|  |                                                            |
|  | Haptophyta                                                 |
|  |                                                            |

|  | Cryptophyta |
|  |             |
|  | Haptophyta  |
|  |             |

|  | Chlorophyta                                                                    |
|  |                                                                                |
|  | \| \| Charophyta \| \| \| \| \| \| Embryophyta (plantes superiors) \| \| \| \| |
|  |                                                                                |
|  | Charophyta                                                                     |
|  |                                                                                |
|  | Embryophyta (plantes superiors)                                                |
|  |                                                                                |

|  | Charophyta                      |
|  |                                 |
|  | Embryophyta (plantes superiors) |
|  |                                 |

|  | Chlorophyta                                                                    |
|  |                                                                                |
|  | \| \| Charophyta \| \| \| \| \| \| Embryophyta (plantes superiors) \| \| \| \| |
|  |                                                                                |
|  | Charophyta                                                                     |
|  |                                                                                |
|  | Embryophyta (plantes superiors)                                                |
|  |                                                                                |

|  | Charophyta                      |
|  |                                 |
|  | Embryophyta (plantes superiors) |
|  |                                 |

|  | Chlorophyta                                                                    |
|  |                                                                                |
|  | \| \| Charophyta \| \| \| \| \| \| Embryophyta (plantes superiors) \| \| \| \| |
|  |                                                                                |
|  | Charophyta                                                                     |
|  |                                                                                |
|  | Embryophyta (plantes superiors)                                                |
|  |                                                                                |

|  | Charophyta                      |
|  |                                 |
|  | Embryophyta (plantes superiors) |
|  |                                 |

|  | Chlorophyta                                                                    |
|  |                                                                                |
|  | \| \| Charophyta \| \| \| \| \| \| Embryophyta (plantes superiors) \| \| \| \| |
|  |                                                                                |
|  | Charophyta                                                                     |
|  |                                                                                |
|  | Embryophyta (plantes superiors)                                                |
|  |                                                                                |

|  | Charophyta                      |
|  |                                 |
|  | Embryophyta (plantes superiors) |
|  |                                 |

| Afiliació al supergrup       | Membres                                                     | Endosimbiont     | Resum |
| ---------------------------- | ----------------------------------------------------------- | ---------------- | --- |
| Primoplantae/ Archaeplastida | - Chlorophyta - Rhodophyta - Glaucophyta                    | Cyanobacteria    | Aquestes algues tenen cloroplasts "primaris", és a dir, els cloroplasts estan envoltats per dues membranes i probablement es desenvolupen mitjançant un únic esdeveniment endosimbiòtic. Els cloroplasts de les algues vermelles tenen clorofil·la a i c (sovint), i ficobilines, mentre que els de les algues verdes tenen cloroplasts amb clorofil·la a i b sense ficobilines. Les plantes terrestres tenen una pigmentació semblant a les algues verdes i probablement s'han desenvolupat a partir d'elles, per tant la Chlorophyta és un tàxon germà de les plantes; de vegades la Chlorophyta, la Charophyta i les plantes terrestres s'agrupen com a Viridiplantae. |
| Excavata i Rhizaria          | - Chlorarachniophytes - Euglenòfits                         | Algues verdes    | Aquests grups tenen cloroplasts verds que contenen clorofil·les a i b. Els seus cloroplasts estan envoltats per quatre i tres membranes, respectivament, i probablement van ser retinguts d'algues verdes ingerides. Chlorarachniophytes, que pertanyen al fílum Cercozoa, contenen un petit nucleomorf, que és un relicte del nucli de les algues. Euglenids, que pertanyen al fílum Euglenozoa, viuen principalment a l'aigua dolça i tenen cloroplasts amb només tres membranes. Les algues verdes endosimbiòtiques poden haver estat adquirides a través de la mizocitosi en lloc de la fagocitosi. (Un altre grup amb endosimbionts d'algues verdes és el gènere de dinoflagel·lats Lepidodinium, que ha substituït el seu endosimbiont original d'origen d'algues vermelles per un d'origen d'algues verdes. Hi ha un nucleomorf i el genoma hoste encara té diversos gens d'algues vermelles adquirits mitjançant la transferència de gens endosimbiòtics. També el genoma dels euglenids i dels cloraracniòfits contenen gens d'ascendència aparent d'algues vermelles) |
| Halvaria i Hacrobia          | - Heteroconts - Dinoflagel·lats - Haptophyta - Cryptomonads | Algues vermelles | Aquests grups tenen cloroplasts que contenen clorofil·les a i c, i ficobilines. La forma pot variar; poden ser discoides, en forma de plaques, reticulats, en forma de copa, en espiral o en forma de cinta. Tenen un o més pirenoides per conservar proteïnes i midó. Aquest darrer tipus de clorofil·la no es coneix de cap procariota o cloroplast primari, però les similituds genètiques amb les algues vermelles suggereixen una relació allà. En els tres primers d'aquests grups (Chromista), el cloroplast té quatre membranes, conservant un nucleomorf a les criptomonades, i probablement comparteixen un avantpassat pigmentat comú, encara que altres evidències fan dubtar. sobre si els heteroconts, Haptophyta i cryptomonads estan de fet més estretament relacionats entre si que amb altres grups. El cloroplast dinoflagel·lat típic té tres membranes, però existeix una diversitat considerable en els cloroplasts dins del grup, i sembla que es van produir diversos esdeveniments endosimbiòtics. Els Apicomplexa, un grup de paràsits estretament relacionats, també tenen plastids anomenats apicoplasts, que no són fotosintètics, però semblen tenir un origen comú amb els cloroplasts dinoflagel·lats. |

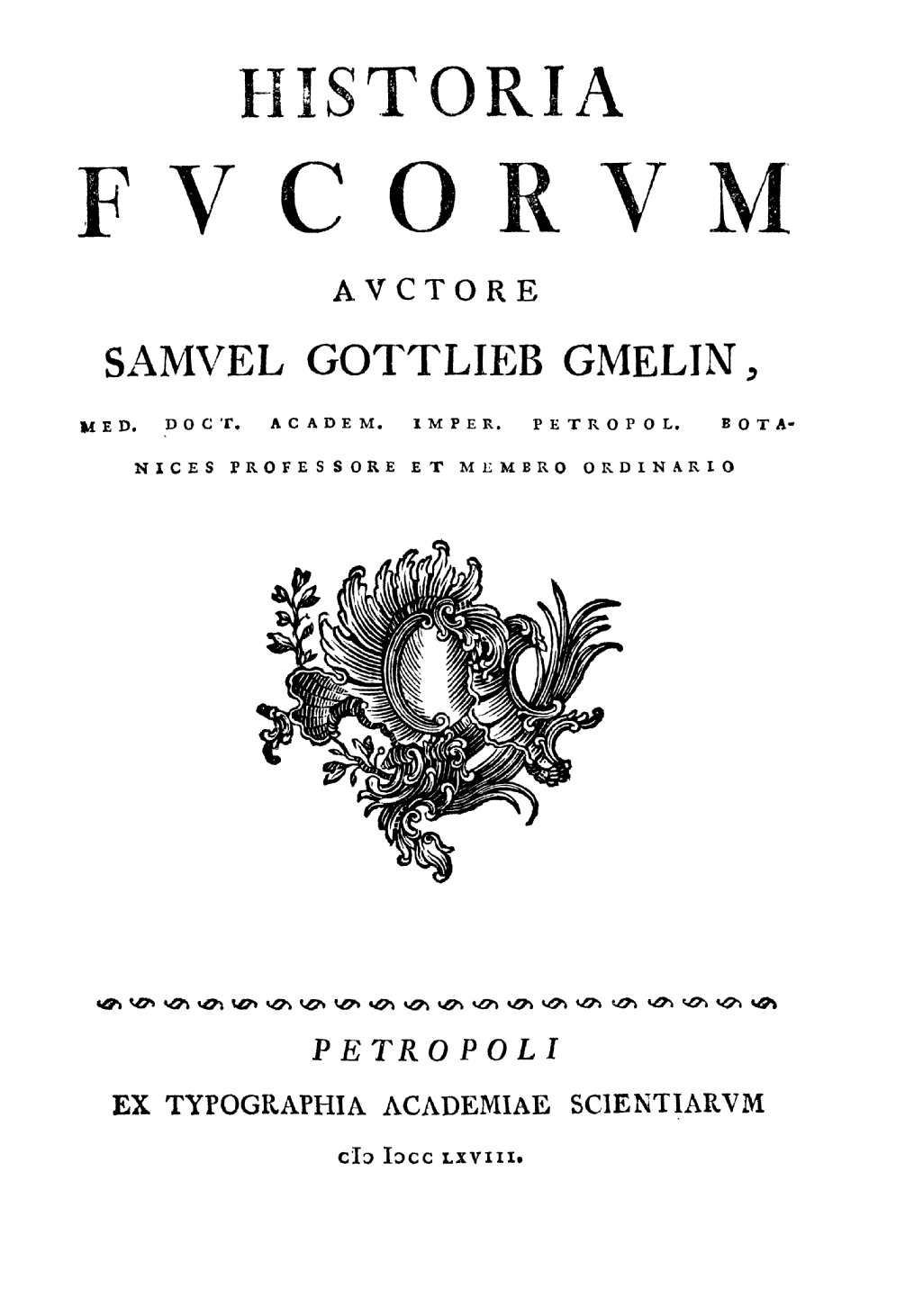
Portada de la Historia Fucorum de Gmelin, datada el 1768

Linnaeus, a Species Plantarum (1753), el punt de partida de la nomenclatura botànica moderna, reconeix 14 gèneres d'algues, dels quals només quatre es consideren actualment entre les algues. A Systema Naturae, Linnaeus va descriure els gèneres Volvox i Corallina, i una espècie de Acetabularia (com Madrepora), entre els animals.
El 1768, Samuel Gottlieb Gmelin (1744–1774) va publicar la Historia Fucorum, la primera obra dedicada a les algues marines i el primer llibre sobre biologia marina que va utilitzar la llavors nova nomenclatura binomial de Linnaeus. Incloïa il·lustracions elaborades d'algues i algues marines sobre fulles plegades.
W. H. Harvey (1811–1866) i Lamouroux (1813) van ser els primers a dividir les algues macroscòpiques en quatre divisions en funció de la seva pigmentació. Aquest és el primer ús d'un criteri bioquímic en sistemàtica vegetal. Les quatre divisions de Harvey són: algues vermelles (Rhodospermae), algues marrons (Melanospermae), algues verdes (Chlorospermae) i Diatomaceae.
En aquest moment, les algues microscòpiques van ser descobertes i informades per un grup diferent de treballadors (per exemple, O. F. Müller i Ehrenberg) que estudiaven els Infusoria (organismes microscòpics). A diferència de les macroalgues, que es consideraven clarament com a plantes, les microalgues sovint es consideraven animals perquè sovint són mòbils. Fins i tot les microalgues immòbils (coccoides) de vegades eren simplement vistes com a etapes del cicle de vida de les plantes, les macroalgues o els animals.
Encara que s'utilitza com a categoria taxonòmica en algunes classificacions pre-darwinianes, per exemple, Linnaeus (1753), de Jussieu (1789), Horaninow (1843), Agassiz (1859), Wilson i Cassin (1864), en altres classificacions, les "algues" es veuen com un grup polifilètic artificial.
Al llarg del segle xx, la majoria de les classificacions van tractar els següents grups com a divisions o classes d'algues: cianòfits, rodòfits, crisòfits, xantòfits, bacil·lariòfits, feòfits, pirròfits (criptòfits i dinòfits), euglenòfits i cloròfits. Més tard, es van descobrir molts grups nous (per exemple, Bolidophyceae), i d'altres es van dividir de grups més antics: caròfits i glaucòfits (de cloròfits), molts heteroconts (p. ex., sinuròfits de crisòfits, o eustigmatòfits de xantòfits), haptòfits (de crisòfits) i cloraracniòfits (de xantòfits).
Amb l'abandonament de la classificació dicotòmica planta-animal, la majoria dels grups d'algues (de vegades tots) van ser inclosos a Protista, més tard també abandonats a favor dels Eucariotes. No obstant això, com a llegat de l'esquema de vida vegetal més antic, alguns grups que també van ser tractats com a protozous en el passat encara tenen classificacions duplicades (vegeu protozous).
Algunes algues paràsites (per exemple, les algues verdes Prototheca i Helicosporidium, paràsits dels metazous, o Cephaleuros, paràsits de les plantes) eren originalment classificats com a fongs, esporozous o protistans de incertae sedis, mentre que altres (per exemple, les algues verdes Phyllosiphon i Rhodochytrium, paràsits de les plantes, o les algues vermelles Pterocladiophila i Gelidiocolax mammillatus, paràsits d'altres algues vermelles, o els dinoflagel·lats Oodinium, paràsits dels peixos) es va conjecturar aviat la seva relació amb les algues. En altres casos, alguns grups es van caracteritzar originalment com algues paràsites (per exemple, Chlorochytrium), però més tard es van veure com algues endofítiques. Alguns bacteris filamentosos (per exemple, Beggiatoa) es van veure originalment com a algues. A més, grups com els apicomplexans també són paràsits derivats d'ancestres que posseïen plastids, però no s'inclouen en cap grup tradicionalment vist com algues.

## Evolució
Les algues són polifilètiques, per la qual cosa el seu origen no es pot remuntar a un avantpassat comú hipotètic. Es creu que van sorgir quan els cianobacteris fotosintètics cocoides van ser fagocitats per un eucariota unicel·lular heteròtrof (un protista), donant lloc a plastidis primaris de doble membrana. Es creu que aquests esdeveniments simbiogènics (simbiogènesi primària) van ocórrer fa més de 1.500 milions d'anys durant el període Calimmià, a principis dels avorrits mil milions, però és difícil fer un seguiment dels esdeveniments clau a causa de tant de temps. La simbiogènesi primària va donar lloc a tres divisions d'arqueplàstids, és a dir, els Viridiplantae (algues verdes i posteriorment plantes), Rhodophyta (algues vermelles) i Glaucophyta ("algues grises"), els plastids dels quals es van estendre encara més a altres llinatges protistes a través de la predació eucariota-eucariota, engolits i endosimbiosi posteriors (secundàries i simbiogènesi terciària). Aquest procés de "captura" i "esclavitud" de cèl·lules en sèrie explica la diversitat d'eucariotes fotosintètics.
Els recents enfocaments genòmics i filogenòmics han aclarit significativament l'evolució del genoma del plastidi, el moviment horitzontal del gens de l'endosimbiont cap al genoma nuclear de l′"hoste", i plastidi es van estendre per l'arbre de la vida eucariota.

### Relació amb les plantes terrestres
Els fòssils d'espores aïllades suggereixen que les plantes terrestres podrien haver existit fins a fa 475 milions d'anys (anys) durant el període Cambrià superior/Ordovicià inferior, d'algues sessils caròfits d'aigua dolça molt semblants a la Chara, que probablement es va quedar encallat a terra quan el nivell d'aigua del riu/lacustre va baixar durant l'estació seca. Aquestes algues caròfites probablement ja van desenvolupar thalli i holdfasts que superficialment s'assemblaven a tija de la planta i arrels, i probablement tenien una alternança de generacions isomòrfica. Potser van evolucionar uns 850  mia i fins i tot podria ser tan aviat com 1 Gia durant la fase final dels avorrits mil milions.

## Morfologia

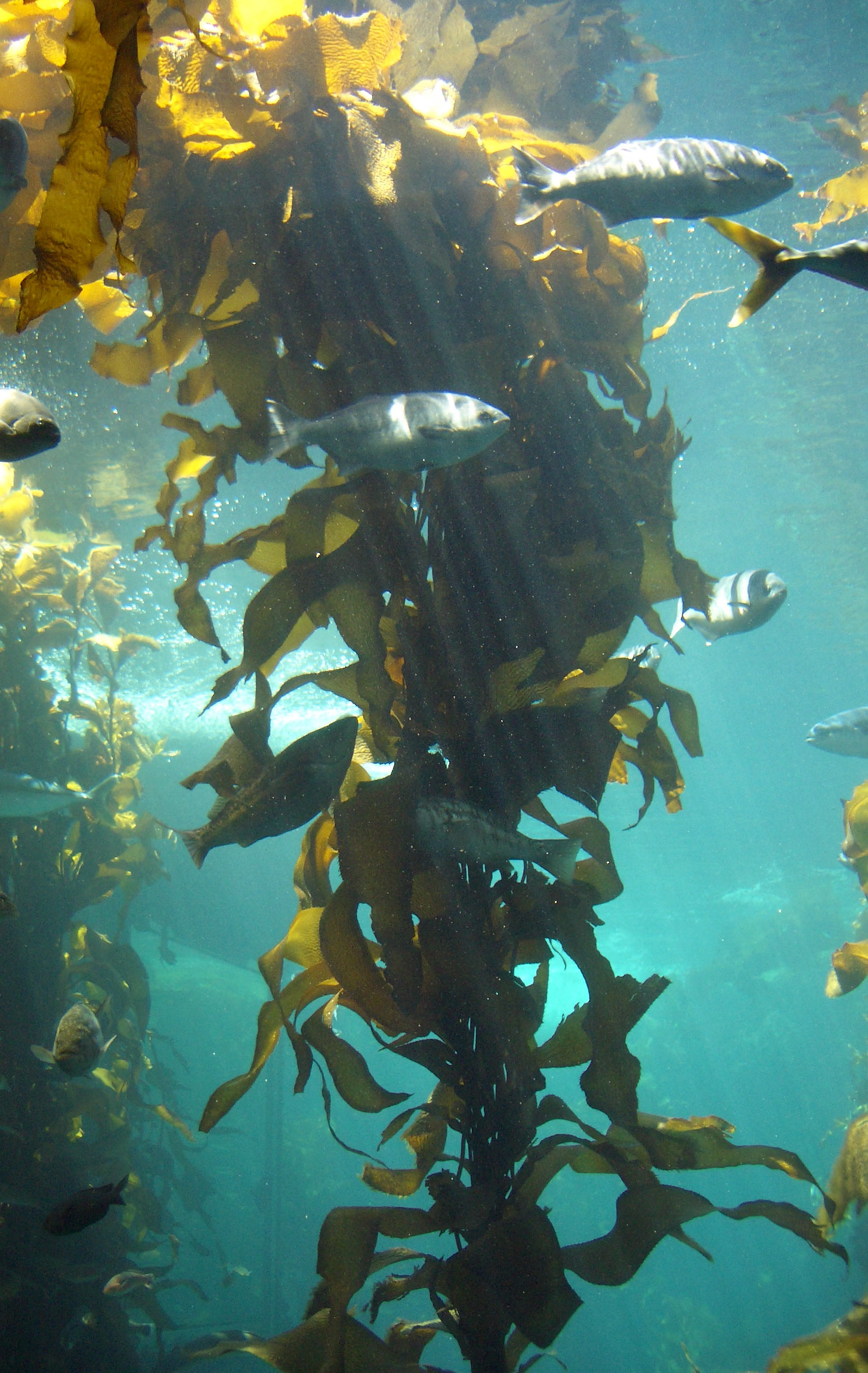
L'exposició de bosc de varec a l'aquari de la badia de Monterey: un tall tridimensional i pluricel·lular

S'exhibeix una sèrie de morfologies d'algues, i la convergència de característiques en grups no relacionats és comú. Els únics grups que presenten thalli tridimensionals són els vermells i marrons, i alguns cloròfits. El creixement apical està restringit a subconjunts d'aquests grups: els florideòfits vermells, diversos marrons i els caròfits. La forma dels caròfits és força diferent de la dels vermells i marrons, perquè tenen nusos diferents, separats per "tiges" entre nusos; En els nodes es produeixen verticils de branques que recorden la cua de cavall. Els conceptacles són un altre tret polifilètic; apareixen a les algues coral·lines i a les Hildenbrandiales, així com a les marrons.
La majoria de les algues més simples són flagel·lats unicel·lulars o ameboides, però les formes colonials i immòbils s'han desenvolupat de manera independent entre diversos dels grups. Alguns dels nivells organitzatius més comuns, més d'un dels quals pot ocórrer en el cicle de vida d'una espècie, són
- Colonial: grups petits i regulars de cèl·lules mòbils
- Capsoide: cèl·lules individuals no mòbils incrustades al mucílag
- Cocoides: cèl·lules individuals immòbils amb parets cel·lulars
- Palmel·loide: cèl·lules immòbils incrustades al mucílag
- Filamentosos: una cadena de cèl·lules immòbils connectades, de vegades ramificades
- Parenquimatosos: cèl·lules que formen un tall amb diferenciació parcial dels teixits

En tres línies, s'han assolit nivells d'organització encara més elevats, amb una diferenciació total dels teixits. Aquestes són les algues marrons,—alguns dels quals poden arribar als 50 m de longitud (kelps)—les algues vermelles, i les algues verdes. Les formes més complexes es troben entre les algues caròfites (vegeu Charales i Charophyta), en un llinatge que finalment va conduir a les plantes terrestres més altes. La innovació que defineix aquestes plantes no algals és la presència d'òrgans reproductors femenins amb capes cel·lulars protectores que protegeixen el zigot i l'embrió en desenvolupament. Per tant, les plantes terrestres es coneixen com a Embriòfits.

### Gespa
El terme gespa d'algues s'utilitza habitualment, però mal definit. La gespa d'algues són làmines d'algues gruixudes i semblants a catifes que retenen sediments i competeixen amb espècies de base com els corals i els kelps, i solen ser inferiors a 15 cm d'alçada. Aquesta gespa pot consistir en una o més espècies i, generalment, cobrirà una àrea de l'ordre d'un metre quadrat o més. S'enumeren algunes característiques comunes:
- Les algues que formen agregacions que s'han descrit com a gespa inclouen diatomees, cianobacteris, cloròfits, feòfits i rodòfits. Les gespes solen estar compostes per nombroses espècies a una àmplia gamma d'escales espacials, però sovint s'informa de gespa monoespecífica.[48]
- La gespa pot ser morfològicament molt variables a escala geogràfica i fins i tot dins d'espècies a escala local i poden ser difícils d'identificar en termes de les espècies constitutives.[48]
- Les gespes s'han definit com algues curtes, però això s'ha utilitzat per descriure intervals d'alçada des de menys de 0,5 cm fins a més de 10 cm. En algunes regions, les descripcions s'acostaven a altures que es podrien descriure com a marquesines (20 a 30 cm).[48]

## Fisiologia
Moltes algues, especialment les espècies de les Characeae, han servit com a models experimentals d'organismes per entendre els mecanismes de la permeabilitat a l'aigua de les membranes, l'osmoregulació, la regulació de la turgència, la tolerància a la sal, la fluència citoplasmàtica i la generació de potencials d'acció.
Les fitohormones es troben no només a les plantes superiors, sinó també a les algues.

## Algues simbiòtiques
Algunes espècies d'algues formen relacions simbiòtiques amb altres organismes. En aquestes simbiosi, les algues subministren fotosintats (substàncies orgàniques) a l'organisme hoste que proporcionen protecció a les cèl·lules d'algues. L'organisme hoste obté una part o la totalitat dels seus requeriments energètics de les algues. Alguns exemples són:

### Líquens

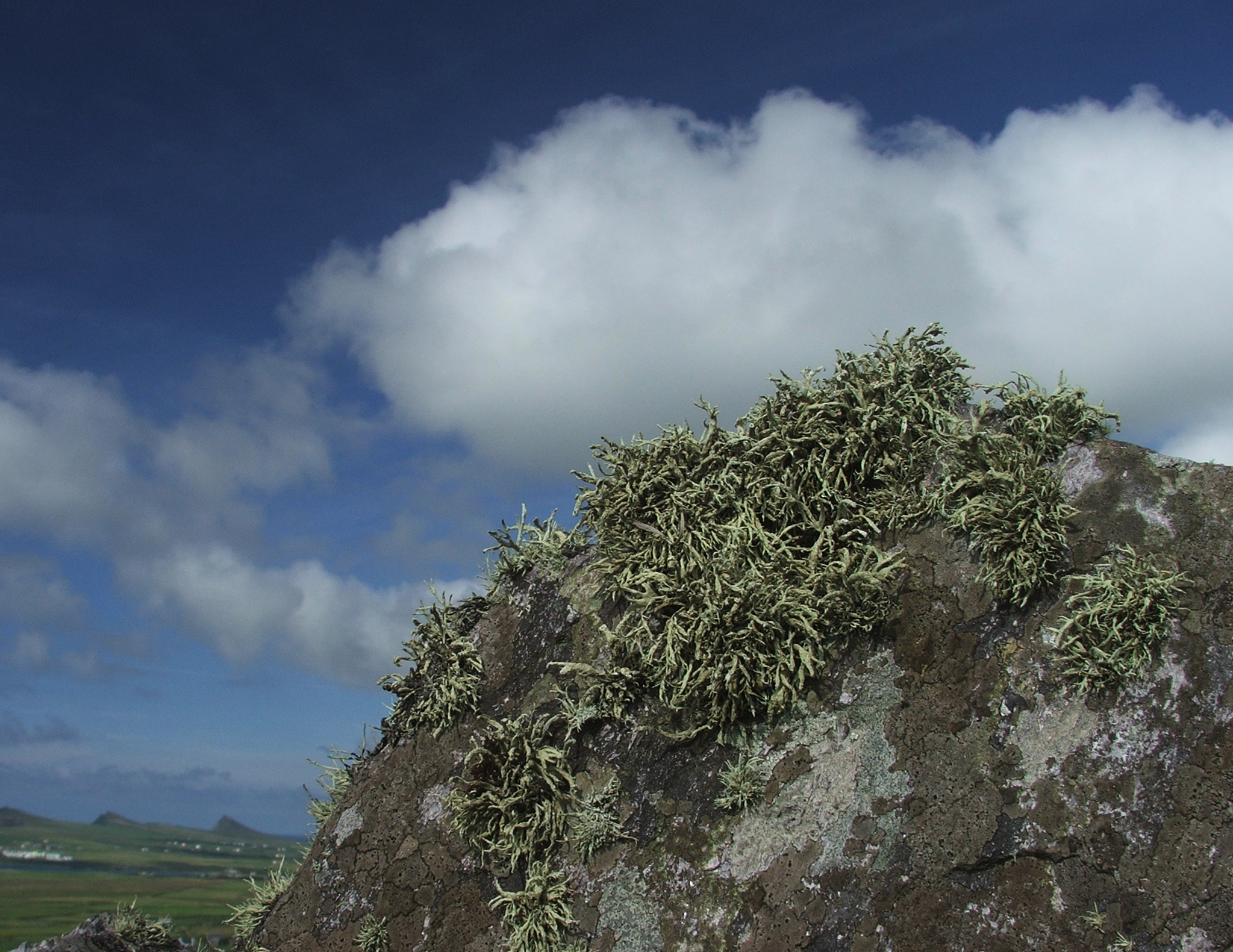
Líquens de roca a Irlanda

L'Associació Internacional de Liquenologia defineix els líquens com "una associació d'un fong i un simbiont fotosintètic que resulta en un cos vegetatiu estable amb una estructura específica". Els fongs, o micobionts, són principalment dels Ascomycota amb uns quants dels Basidiomycota. A la natura, no es troben separats dels líquens. Es desconeix quan van començar a associar-se. Un micobiont s'associa amb la mateixa espècie de ficobiont, rarament dues, de les algues verdes, excepte que alternativament, el micobiont es pot associar amb una espècie de cianobacteris (per tant, "fotobiont" és el terme més precís). Un fotobiont pot estar associat amb molts micobionts diferents o pot viure de manera independent; en conseqüència, els líquens s'anomenen i es classifiquen com a espècies de fongs. L'associació s'anomena morfogènesi perquè el liquen té una forma i capacitats que no només les espècies simbiontes (es poden aïllar experimentalment). El fotobiont possiblement desencadena gens latents en el micobiont.
Trentepohlia és un exemple d'un gènere d'algues verdes comú a tot el món que pot créixer per si sol o liquenitzar-se. Així, els líquens comparteixen part de l'hàbitat i un aspecte sovint similar amb espècies especialitzades d'algues (aeròfits) que creixen a superfícies exposades com els troncs dels arbres i les roques i de vegades els decoloren.

### Esculls de corall

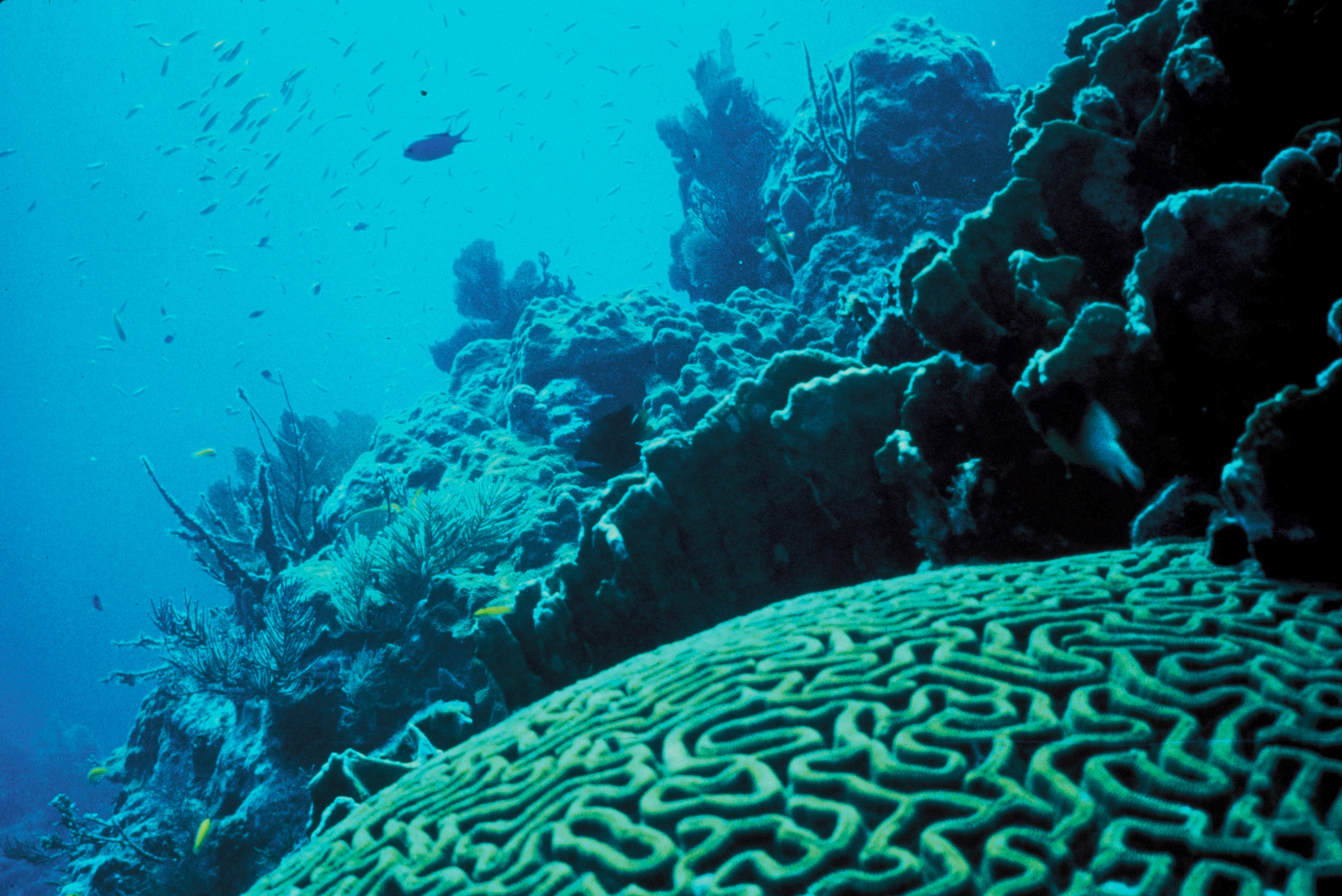
Escull de corall de Florida

Els esculls de corall s'acumulen a partir dels exoesquelets calcaris dels invertebrats marins de l'ordre Scleractinia (coralls pedregosos). Aquests animals metabolitzen sucre i oxigen per obtenir energia per als seus processos de construcció cel·lular, inclosa la secreció de l'exoesquelet, amb aigua i diòxid de carboni com a subproductes. Els dinoflagel·lats (protists d'algues) són sovint endosimbionts a les cèl·lules dels invertebrats marins que formen coralls, on acceleren el metabolisme de la cèl·lula hoste generant sucre i oxigen immediatament disponibles mitjançant la fotosíntesi utilitzant la llum incident i el diòxid de carboni produït pel amfitrió. Els coralls pedregosos que construeixen esculls (corall hermatípic) requereixen algues endosimbiòtiques del gènere Symbiodinium per estar en condicions saludables. La pèrdua de Symbiodinium de l'hoste es coneix com a blanqueig del corall, una condició que condueix al deteriorament d'un escull.

### Esponges de mar
Les algues verdes endosimbionts viuen prop de la superfície d'algunes esponges, per exemple, les esponges Halichondria panicea. L'alga queda així protegida dels depredadors; l'esponja està proveïda d'oxigen i sucres que poden representar entre el 50 i el 80% del creixement de l'esponja en algunes espècies.

## Cicle de vida
Rodòfits, Cloròfits i Heteroconts, les tres principals divisions d'algues, tenen cicles de vida que mostren una variació i complexitat considerables. En general, existeix una fase asexual on les cèl·lules de l'alga són diploides, una fase sexual on les cèl·lules són haploides, seguida de la fusió dels gàmetes masculins i femenins. La reproducció asexual permet un augment eficient de la població, però és possible una menor variació. Normalment, en la reproducció sexual d'algues unicel·lulars i colonials, dos gàmetes haploides especialitzats, compatibles sexualment, fan contacte físic i es fusionen per formar un zigot. Per garantir un aparellament reeixit, el desenvolupament i l'alliberament de gàmetes està altament sincronitzat i regulat; les feromones poden tenir un paper clau en aquests processos. La reproducció sexual permet més variació i proporciona el benefici d'una reparació recombinacional eficient dels danys a l'ADN durant la meiosi, una etapa clau del cicle sexual. Tanmateix, la reproducció sexual és més costosa que la reproducció asexual. S'ha demostrat que la meiosi es produeix en moltes espècies diferents d'algues.

## Exemplars

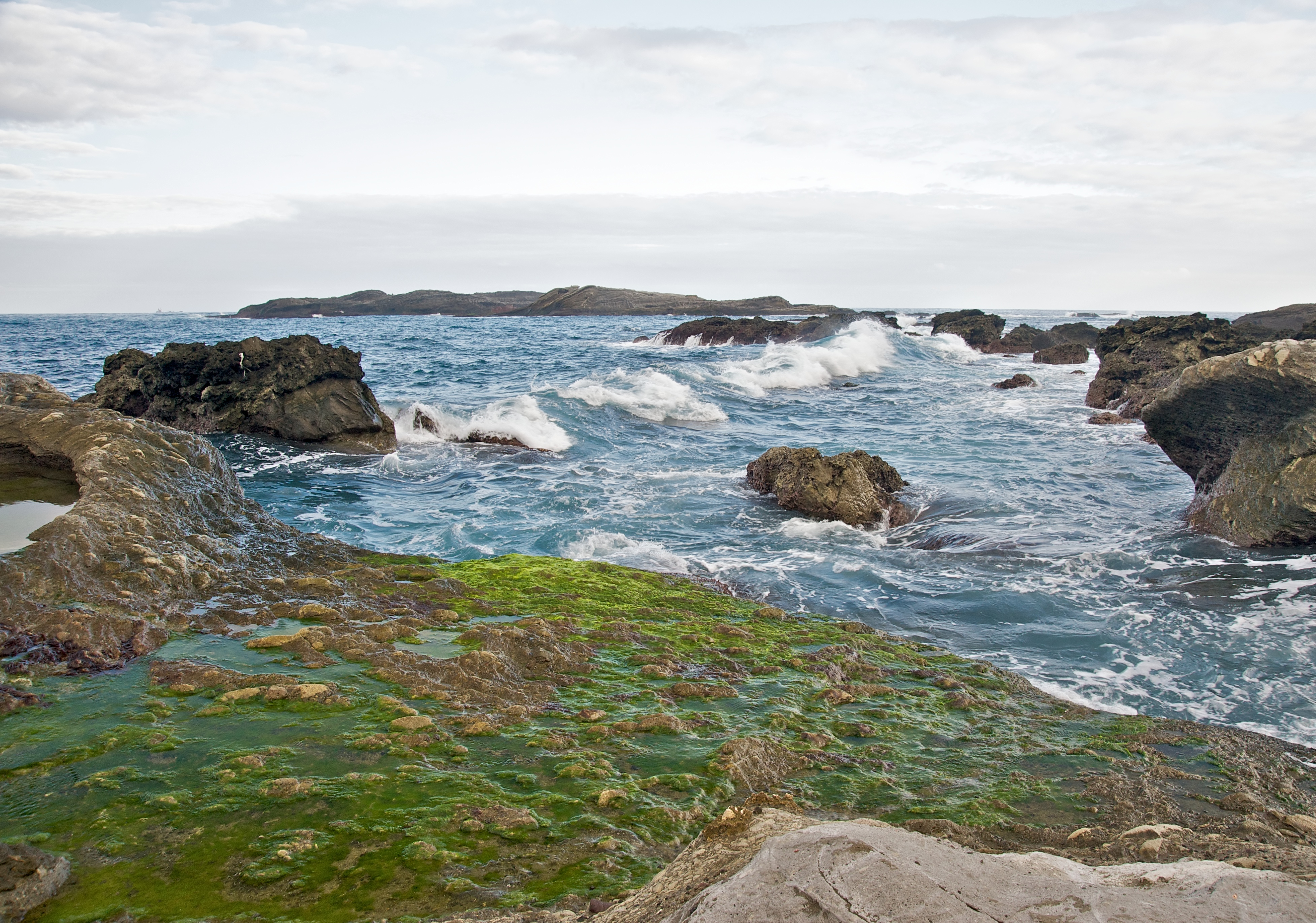
Algues a les roques costaneres a Shihtiping a Taiwan

La Col·lecció d'algues de l'Herbari Nacional dels EUA (ubicada al Museu Nacional d'Història Natural) consta d'aproximadament 320.500 exemplars secs, que, encara que no són exhaustius (no existeix cap col·lecció exhaustiva), dona una idea de la ordre de magnitud del nombre d'espècies d'algues (aquest nombre continua sent desconegut). Les estimacions varien molt. Per exemple, segons un llibre de text estàndard, a les Illes Britàniques l′Informe del Grup de Direcció de la Biodiversitat del Regne Unit estima que hi ha 20.000 espècies d'algues al Regne Unit. Una altra llista de verificació només informa d'unes 5.000 espècies. Pel que fa a la diferència d'unes 15.000 espècies, el text conclou: "Requeriran moltes prospeccions de camp detallades abans que sigui possible proporcionar una estimació fiable del nombre total d'espècies. ..."
També s'han fet estimacions regionals i de grup:
- Entre 5.000 i 5.500 espècies d'algues vermelles a tot el món
- "uns 1.300 als mars d'Austràlia"[63]
- 400 espècies d'algues per a la costa occidental de Sud-àfrica,[64] i 212 espècies de la costa de KwaZulu-Natal.[65] Alguns d'ells són duplicats, ja que l'abast s'estén per ambdues costes, i el total registrat és probablement d'unes 500 espècies. La majoria d'aquestes figuren a la Llista d'algues de Sud-àfrica. Aquests exclouen el fitoplàncton i les coralines crostoses.
- 669 espècies marines de Califòrnia (EUA)[66]
- 642 a la llista de control de la Gran Bretanya i Irlanda[67]

i així successivament, però sense cap base científica ni fonts fiables, aquests números no tenen més credibilitat que els britànics esmentats anteriorment. La majoria de les estimacions també ometen algues microscòpiques, com el fitoplàncton.
L'estimació més recent suggereix 72.500 espècies d'algues a tot el món.

## Distribució
La distribució de les espècies d'algues ha estat força ben estudiada des de la fundació de la fitogeografia a mitjans del segle xix. Les algues s'estenen principalment per la dispersió d'espores de manera anàloga a la dispersió de plantes per llavors i espores. Aquesta dispersió es pot aconseguir per aire, aigua o altres organismes. Per això, les espores es poden trobar en una varietat d'ambients: aigües dolces i marines, aire, sòl i en o sobre altres organismes. Que una espora creixi en un organisme depèn de la combinació de l'espècie i de les condicions ambientals on l'espora aterra.
Les espores de les algues d'aigua dolça es dispersen principalment per l'aigua corrent i el vent, així com per portadors vius. Tanmateix, no totes les masses d'aigua poden transportar totes les espècies d'algues, ja que la composició química de determinades masses d'aigua limita les algues que poden sobreviure dins d'elles. Les espores marines sovint es propaguen pels corrents oceànics. L'aigua de l'oceà presenta molts hàbitats molt diferents segons la temperatura i la disponibilitat de nutrients, donant lloc a zones, regions i províncies fitogeogràfiques.
Fins a cert punt, la distribució de les algues està subjecta a discontinuïtats florístiques causades per característiques geogràfiques, com ara l'Antàrtida, grans distàncies de l'oceà o masses terrestres generals. Per tant, és possible identificar espècies que es troben per localitat, com ara "algues del Pacífic" o "algues del Mar del Nord". Quan es produeixen fora de les seves localitats, normalment és possible plantejar la hipòtesi d'un mecanisme de transport, com ara els cascos dels vaixells. Per exemple, Ulva reticulata i U. fasciata va viatjar des del continent fins a Hawaii d'aquesta manera.
El cartografia només és possible per a espècies seleccionades: "hi ha molts exemples vàlids de patrons de distribució confinats." Per exemple, Clathromorphum és un gènere àrtic i no està cartografiat molt al sud d'allà. Tanmateix, els científics consideren que les dades generals són insuficients a causa de les "dificultats per dur a terme aquests estudis".

## Ecologia

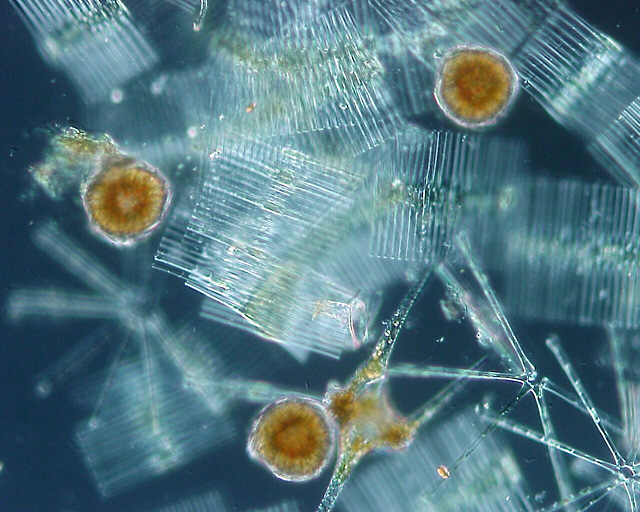
Fitoplàncton del Llac Chuzenji

Les algues són prominents a les masses d'aigua, comuns en entorns terrestres, i es troben en entorns inusuals, com ara neu i gel. Les algues creixen majoritàriament en aigües marines poc profundes, a menys de 100 m de profunditat; tanmateix, alguns com Navicula pennata s'han registrat a una profunditat de 360 m. Un tipus d'algues, Ancylonema nordenskioeldii, es va trobar a Groenlàndia en zones conegudes com a 'Zona Fosca', la qual cosa va provocar un augment de la velocitat de fusió de la capa de gel. Les mateixes algues es van trobar als Alps italians, després que el gel rosat aparegués a parts de la glacera Presena.
Els diferents tipus d'algues tenen un paper important en l'ecologia aquàtica. Les formes microscòpiques que viuen suspeses a la columna d'aigua (fitoplàncton) proporcionen la base alimentària per a la majoria de les cadenes alimentàries marines. En densitats molt altes (floració d'algues), aquestes algues poden decolorar l'aigua i superar, enverinar o asfixiar altres formes de vida.
Les algues es poden utilitzar com a organismes indicadors per controlar la contaminació en diversos sistemes aquàtics. En molts casos, el metabolisme de les algues és sensible a diversos contaminants. A causa d'això, la composició d'espècies de les poblacions d'algues pot canviar en presència de contaminants químics. Per detectar aquests canvis, es poden prendre mostres d'algues del medi i mantenir-les en laboratoris amb relativa facilitat.
Segons el seu hàbitat, les algues es poden classificar com: aquàtiques (planctòniques, bentòniques, marines, d'aigua dolça, lèntiques, lòtiques), terrestres, aeris (subaèria), litofítiques, halòfits (o eurihalines), psammon, termòfiles, criòfiles, epibiontants (epífites, epizoiques), endosimbionts (endofítiques, endozoics), parasitaris, calcifílics o liquens (ficobionts).

## Associacions culturals
En xinès clàssic, la paraula 藻 s'utilitza tant per a "algues" com (en la modesta tradició dels estudiosos imperials) per a "talent literari". La tercera illa del llac Kunming al costat del palau d'estiu a Pequín es coneix com la Zaojian Tang Dao (藻鑒堂島), que significa, per tant, simultàniament "Illa de la sala d'observació d'algues" i "Illa de la sala per a la reflexió sobre el talent literari".

## Cultiu
La majoria de les algues que es cultiven entren dins la categoria de microalgues (també anomenades fitoplàncton micròfits o algues planctòniques). Les macroalgues anomenades vulgarment algues també tenen usos comercials i industrials però per la seva mida gran i els seus requeriments mediambientals específics que necessiten per a créixer no estan encara cultivades extensivament.

### Cultiu d'algues
El cultiu d'algues o cultiu de varec és la pràctica del cultiu i la collita d'algues. En la seva forma més simple, els agricultors es reuneixen dels llits naturals, mentre que a l'altre extrem els agricultors controlen completament el cicle de vida del cultiu.
Els set tàxons més conreats són Eucheuma spp., Kappaphycus alvarezii, Gracilaria spp., Saccharina japonica, Undaria pinnatifida, Pyropia spp., i Sargassum fusiforme. Eucheuma i K. alvarezii són atractius per a la carragenina (un agent gelificant); Gracilaria es cultiva per a l'agar; la resta es mengen després d'un processament limitat. Les algues són diferents dels manglars i les herbes marines, ja que són organismes algals fotosintètics i no floreixen.
Els països productors d'algues més grans a partir del 2022 són la Xina (58,62%) i Indonèsia (28,6%); seguit de Corea del Sud (5,09%) i les Filipines (4,19%). Altres productors notables inclouen Corea del Nord (1,6%), el Japó (1,15%), Malàisia (0,53%), Zanzíbar (Tanzània, 0,5%) , i Xile (0,3%). El cultiu d'algues s'ha desenvolupat amb freqüència per millorar les condicions econòmiques i reduir la pressió pesquera.
L'Organització de les Nacions Unides per a l'Agricultura i l'Alimentació (FAO), va informar que la producció mundial el 2019 va superar els 35 milions de tones. L'Amèrica del Nord va produir unes 23.000 tones d'algues humides. Alaska, Maine, França i Noruega van duplicar la seva producció d'algues des del 2018. A partir del 2019, les algues representaven el 30% de l'aqüicultura marina.

## Aplicacions

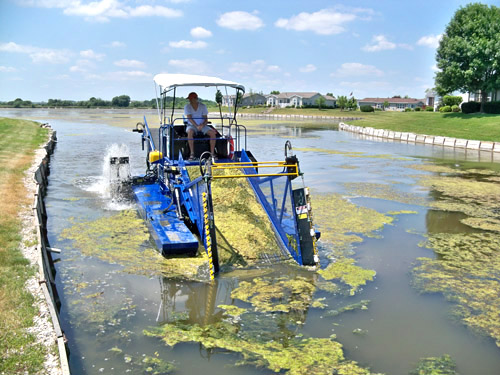
Recollida d'algues

### Agar
L'agar, una substància gelatinosa derivada de les algues vermelles, té diversos usos comercials. És un bon medi on créixer bacteris i fongs, ja que la majoria de microorganismes no poden digerir l'agar.

### Alginats
L'àcid algínic, o alginat, s'extreu de les algues marrons. Els seus usos van des d'agents gelificants en aliments fins a apòsits mèdics. L'àcid algínic també s'ha utilitzat en el camp de la biotecnologia com a medi biocompatible per a l'encapsulació cel·lular i la immobilització cel·lular. La cuina molecular també és usuari de la substància per les seves propietats gelificants, per la qual cosa es converteix en un vehicle de lliurament de sabors.
A Nou Mèxic es cullen anualment entre 100.000 i 170.000 tones humides de Macrocystis per a l'extracció d'alginat i per a l'alimentació de l'orbeau.

### Font d'energia
En general s'empren microalgues (diatomees) riques en lípids. Les algues cultivades tenen un rendiment fins a 30 vegades superiors al de les plantes oleaginoses cultivades. Per ser competitius i independents del suport fluctuant de la política (local) a llarg termini, els biocombustibles haurien d'igualar o superar el nivell de costos dels combustibles fòssils. Aquí, els combustibles a base d'algues són molt prometedors, directament relacionat amb el potencial de produir més biomassa per unitat de superfície en un any que qualsevol altra forma de biomassa. S'estima que el punt d'equilibri dels biocombustibles a base d'algues es produirà el 2025.

### Fertilitzant

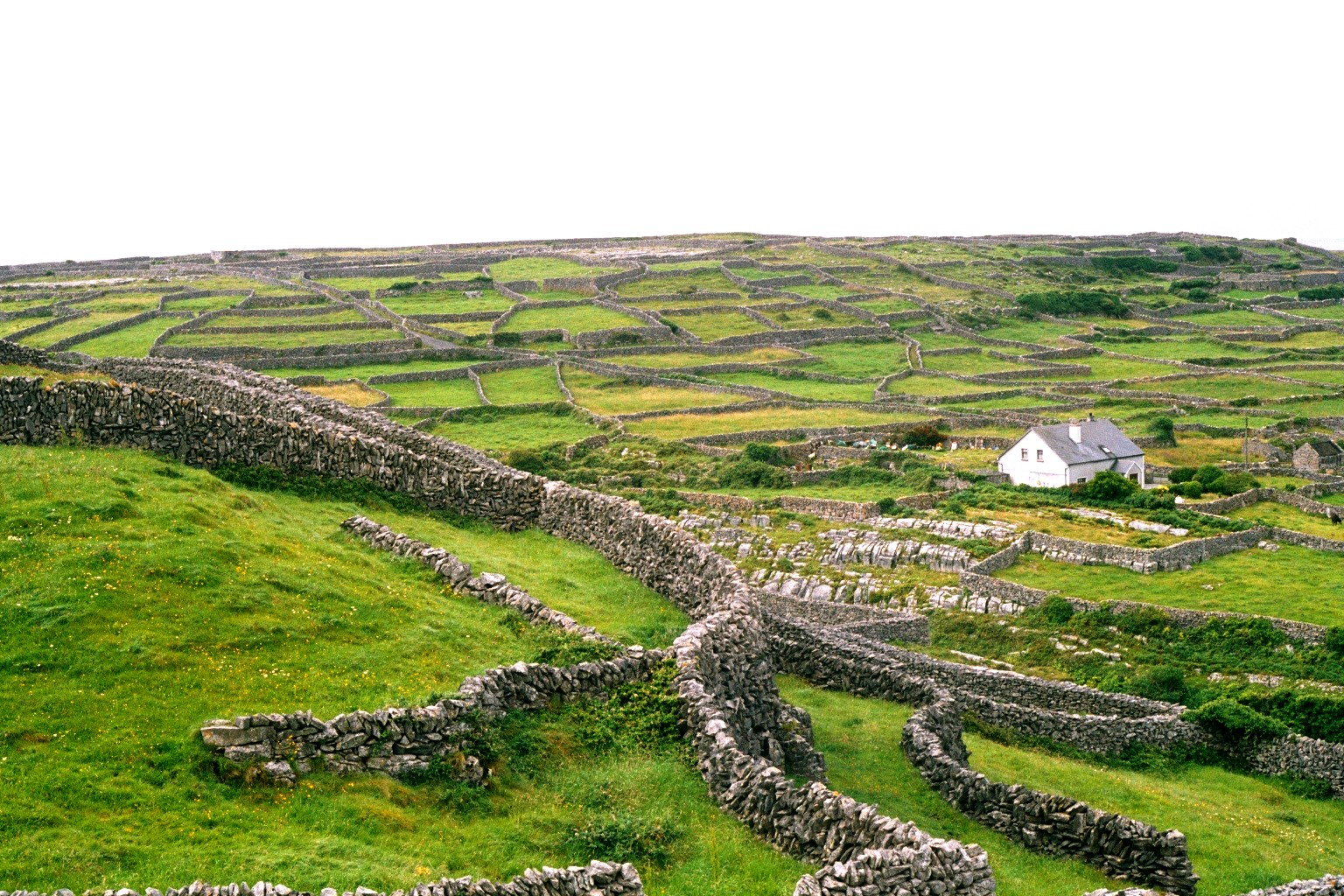
Jardins fertilitzats amb algues a Inis Oírr, Irlanda

Durant segles, les algues s'han utilitzat com a adob; George Owen de Henllys va escriure al segle XVI referint-se a la mala herba a la deriva a Gales del Sud:
| « | Aquesta mena de mineral sovint s'apleguen i es posen en grans munts, on es podreix, i tindran una olor forta i repugnant; quan estan tan podrits, llencen a la terra, com fan la seva fang, i d'ella brolla bon blat de moro, especialment ordi ... Després de la primavera o de les grans moviments del mar, l'agafen en sacs a lloms de cavalls i fan tres, quatre o cinc milles, i la llençan a la terra, que fa molt millor la terra per a blat de moro i herba. | » |

Avui en dia, les algues són utilitzades pels humans de moltes maneres; per exemple, com a fertilitzants, condicionadors de sòls i pinsos per al bestiar. Les espècies aquàtiques i microscòpiques es cultiven en dipòsits o estanys clars i es recullen o s'utilitzen per tractar els efluents bombejats per les basses. L'algacultura a gran escala és un tipus important d'aqüicultura en alguns llocs. El Maerl s'utilitza habitualment com a condicionador del sòl.

### Nutrició

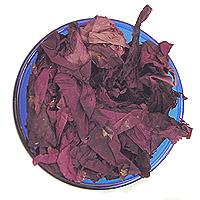
Dulse, un tipus d'alga comestible

Les algues que creixen de manera natural són una font important d'aliments, especialment a Àsia, la qual cosa fa que alguns les etiquetin com a superaliments. Aporten moltes vitamines, com ara: A, B1, B2, B6, niacina, i C, i són rics en iode, potassi, ferro, magnesi i calci. A més, les microalgues cultivades comercialment, que inclouen tant algues com cianobacteris, es comercialitzen com a suplements nutricionals, com ara l'espirulina, Chlorella i el suplement de vitamina C de Dunaliella, alt en betacarotè.
Les algues comestibles són molt típiques a la cuina de l'Àsia oriental, i més modernament de la vegetariana occidental; aporten moltes vitamines i minerals. Les algues són aliments nacionals de moltes nacions específiques: la Xina consumeix més de 70 espècies, entre les quals el choy gros, un cianobacteri considerat un vegetal; al Japó, més de 20 espècies com ara nori i aonori; Ireland, dolse; Xile, cochayuyo. Laver s'utilitza per fer laverbread a Gal·les, on es coneix com a bara lawr. A Corea, algues verdes s'utilitza per fer gim. També s'utilitza al llarg de la costa oest d'Amèrica del Nord des de Califòrnia fins a la Columbia Britànica, a Hawaii i pels maorí de Nova Zelanda. L'enciam de mar i els badderlocks són ingredients d'amanides a Escòcia, Irlanda, Groenlàndia i Islàndia. Les algues es consideren una solució potencial al problema de la fam al món. Altres tipus d'algues i de preparacions d'algues utilitzades en gastronomia s'inclouen: arame, agar-agar, iziki, komb, nori, Ulva rigida, wakame.
A la cuina s'utilitzen dues formes populars d'algues:
- Chlorella: aquesta forma d'alga es troba a l'aigua dolça i conté pigments fotosintètics en el seu cloroplast. És alt en ferro, zinc, magnesi, vitamina B2 i àcids grassos omega-3.

A més, conté els nou aminoàcids essencials que el cos no produeix per si mateix.
- Espirulina: Conegut també com un cianobacteri (un procariota o una "alga blava-verda")

Els olis d'algunes algues tenen alts nivells d'àcids grassos insaturats. Per exemple, Parietochloris incisa té un alt contingut en àcid araquidònic, on arriba fins al 47% de la reserva de triglicèrids. Algunes varietats d'algues afavorides pel vegetarianisme i veganisme contenen els àcids grassos omega-3 essencials de cadena llarga, àcid docosahexaenoic (DHA) i àcid eicosapentaenoic (EPA). L'oli de peix conté els àcids grassos omega-3, però la font original són les algues (en particular les microalgues), que són menjades per la vida marina com els copèpodes i que passen per la cadena alimentària. Les algues han sorgit en els últims anys com una font popular d'àcids grassos omega-3 per als vegetarians que no poden obtenir EPA i DHA de cadena llarga d'altres fonts vegetarianes com l'oli de llinosa, que només conté l'àcid alfa linolènic (ALA) de cadena curta.

### Control de la contaminació
- Les aigües residuals es poden tractar amb algues,[113] reduir l'ús de grans quantitats de productes químics tòxics que, d'altra manera, serien necessaris.
- Les algues es poden utilitzar per capturar fertilitzants a l'escorrentia de les granges. Quan es recullen posteriorment, les algues enriquides es poden utilitzar com a adob.
- Els aquaris i els estanys es poden filtrar mitjançant algues, que absorbeixen els nutrients de l'aigua en un dispositiu anomenat fregador d'algues, també conegut com a netejador de gespa d'algues.[114][115]

Els científics del Servei d'Investigació Agrícola (Estats Units) van trobar que el 60-90% de l'escorrentia de nitrogen i el 70-100% de l'escorrentia de fòsfor es poden capturar dels efluents de fems mitjançant un fregador d'algues horitzontal, també anomenat fregador de gespa d'algues (ATS). Els científics van desenvolupar l'ATS, que consisteix en pistes poc profundes de 100 peus de xarxes de niló on es poden formar colònies d'algues, i van estudiar la seva eficàcia durant tres anys. Van trobar que les algues es poden utilitzar fàcilment per reduir l'escorrentia de nutrients dels camps agrícoles i augmentar la qualitat de l'aigua que flueix als rius, rierols i oceans. Els investigadors van recollir i assecar les algues riques en nutrients de l'ATS i van estudiar el seu potencial com a fertilitzant orgànic. Van descobrir que les plàntules de cogombre i blat de moro creixien tan bé amb fertilitzants orgànics ATS com amb fertilitzants comercials. Els depuradors d'algues, que utilitzen versions amb bombolles ascendents o cascades verticals, ara també s'utilitzen per filtrar aquaris i estanys.

### Polímers
A partir d'algues es poden crear diversos polímers, que poden ser especialment útils en la creació de bioplàstics. Aquests inclouen plàstics híbrids, plàstics a base de cel·lulosa, àcid polilàctic i biopolietilè. Diverses empreses han començat a produir polímers d'algues comercialment, fins i tot per utilitzar-los en xancletes i en taules de surf.

### Bioremediació
Es va descobrir que l'alga Stichococcus bacillaris, colonitza resines de silicona utilitzades en jaciments arqueològics; a través de la biodegradació de la substància sintètica.

### Pigments
Els pigments naturals (carotenoides i clorofíl·lics) produïts per les algues es poden utilitzar com a alternatives als tints químics i als agents colorants.
La presència d'alguns pigments d'algues individuals, juntament amb proporcions específiques de concentració de pigments, són específiques del tàxon: l'anàlisi de les seves concentracions amb diversos mètodes analítics, particularment la cromatografia líquida d'alt rendiment, pot, per tant, oferir una visió profunda de la composició taxonòmica i abundància relativa de poblacions d'algues naturals en mostres d'aigua de mar.

### Substàncies estabilitzants
La carragenina, de l'alga vermella Chondrus crispus, s'utilitza com a estabilitzador en productes lactis.

## Imatges addicionals

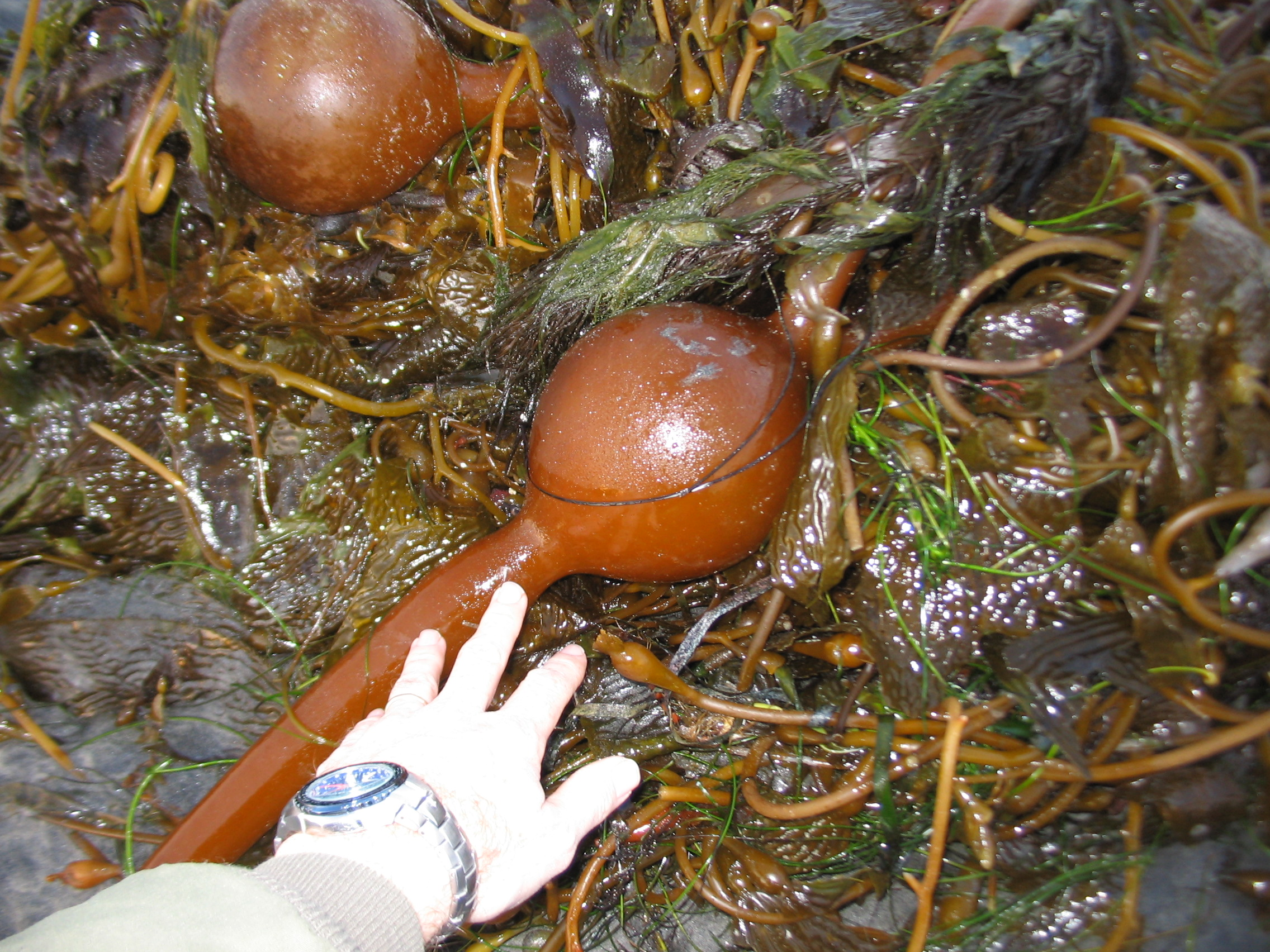
Bufeta d'algues

### General
- Chapman, V.J.. Seaweeds and their Uses.  London: Methuen, 1950. ISBN 978-0-412-15740-0.
- Fritsch, F. E.. The Structure and Reproduction of the Algae. I & II.  Cambridge University Press, 1945.
- van den Hoek, C.; Mann, D. G.; Jahns, H. M.. Algae: An Introduction to Phycology.  Cambridge University Press, 1995.
- Kassinger, Ruth. Slime: How Algae Created Us, Plague Us, and Just Might Save Us.  Mariner, 2020.
- Lembi, C. A.; Waaland, J.R.. Algae and Human Affairs.  Cambridge University Press, 1988. ISBN 978-0-521-32115-0.
- Mumford, T. F.; Miura, A. «Porphyra as food: cultivation and economic». A: Algae and Human Affairs.  Cambridge University Press, 1988, p. 87–117. ISBN 978-0-521-32115-0..
- Round, F. E.. The Ecology of Algae.  London: Cambridge University Press, 1981. ISBN 978-0-521-22583-0.
- Smith, G. M.. Cryptogamic Botany. I.  New York: McGraw-Hill, 1938.
- Ask, E.I. Cottonii and Spinosum Cultivation Handbook.  FMC BioPolymer Corporation.Philippines, 1990.

### Regions

#### Austràlia
- Huisman, J. M.. Marine Plants of Australia.  University of Western Australia Press, 2000. ISBN 978-1-876268-33-6.

#### Nova Zelanda
- Chapman, Valentine Jackson; Lindauer, VW; Aiken, M. [et al.].. The Marine algae of New Zealand.  London / Lehre, Germany: Linnean Society of London / Cramer, 1970.

#### Europa
- Brodie, Juliet; Burrows, Elsie M.; Chamberlain, Yvonne M. [et al.].. Seaweeds of the British Isles: A Collaborative Project of the British Phycological Society and the British Museum (Natural History).  London / Andover: British Museum of Natural History, HMSO / Intercept, 1977–2003. ISBN 978-0-565-00781-2.
- Cullinane, John P. Phycology of the South Coast of Ireland.  Cork: Cork University Press, 1973.
- Hardy, F. G.; Aspinall, R. J.. An Atlas of the Seaweeds of Northumberland and Durham.  The Hancock Museum, University Newcastle upon Tyne: Northumberland Biological Records Centre, 1988. ISBN 978-0-9509680-5-6.
- Hardy, F. G.; Guiry, Michael D.; Arnold, Henry R. A Check-list and Atlas of the Seaweeds of Britain and Ireland. Revised.  London: British Phycological Society, 2006. ISBN 978-3-906166-35-3.
- John, D. M.; Whitton, B. A.; Brook, J. A.. The Freshwater Algal Flora of the British Isles.  Cambridge / New York: Cambridge University Press, 2002. ISBN 978-0-521-77051-4.
- Knight, Margery; Parke, Mary W. Manx Algae: An Algal Survey of the South End of the Isle of Man. XXX.  Liverpool: University Press, 1931 (Liverpool Marine Biology Committee Memoirs on Typical British Marine Plants & Animals).
- Morton, Osborne. Marine Algae of Northern Ireland.  Belfast: Ulster Museum, 1994. ISBN 978-0-900761-28-7.
- Morton, Osborne «The Marine Macroalgae of County Donegal, Ireland». Bulletin of the Irish Biogeographical Society, vol. 27, 01-12-2003, pàg. 3–164.
- Cabioc'h, Jacqueline; Floc'h, Jean-Yves; Le Toquin, Alain [et al.].. Guide des algues des mers d'Europe: Manche/Atlantique-Méditerranée (en francès).  Lausanne, Suisse: Delachaux et Niestlé, 1992. ISBN 978-2-603-00848-5.
- Gayral, Paulette. Les Algues de côtes françaises (manche et atlantique), notions fondamentales sur l'écologie, la biologie et la systématique des algues marines (en francès).  Paris: Doin, Deren et Cie, 1966.
- Guiry, Michael. D.; Blunden, G. Seaweed Resources in Europe: Uses and Potential.  John Wiley & Sons, 1991. ISBN 978-0-471-92947-5.
- Míguez Rodríguez, Luís. Algas mariñas de Galicia: Bioloxía, gastronomía, industria (en gallec).  Vigo: Edicións Xerais de Galicia, 1998. ISBN 978-84-8302-263-4.
- Otero, J. Guía das macroalgas de Galicia (en gallec).  A Coruña: Baía Edicións, 2002. ISBN 978-84-89803-22-0.
- Bárbara, I.; Cremades, J. Guía de las algas del litoral gallego (en castellà).  A Coruña: Concello da Coruña – Casa das Ciencias, 1993.

#### Àrctic
- Kjellman, Frans Reinhold. The algae of the Arctic Sea: A survey of the species, together with an exposition of the general characters and the development of the flora. 20.  Stockholm: Kungl. Svenska vetenskapsakademiens handlingar, 1883, p. 1–350.

#### Groenlàndia
- Lund, Søren Jensen. The Marine Algae of East Greenland.  Kövenhavn: C.A. Reitzel, 1959. 9584734.

#### Illes Faroe
- Børgesen, Frederik. Botany of the Faröes Based Upon Danish Investigations, Part II.  Copenhagen: Det nordiske Forlag, 1970, p. 339–532..

#### Illes Canàries
- Børgesen, Frederik. Marine Algae from the Canary Islands.  Copenhagen: Bianco Lunos, 1936.

#### Marroc
- Gayral, Paulette. Algues de la côte atlantique marocaine (en francès).  Casablanca: Rabat [Société des sciences naturelles et physiques du Maroc], 1958.

#### Sud-àfrica
- Stegenga, H.; Bolton, J. J.; Anderson, R. J.. Seaweeds of the South African West Coast.  Bolus Herbarium, University of Cape Town, 1997. ISBN 978-0-7992-1793-3.

#### Amèrica del nord
- Abbott, I. A.; Hollenberg, G. J.. Marine Algae of California.  California: Stanford University Press, 1976. ISBN 978-0-8047-0867-8.
- Greeson, Phillip E. An annotated key to the identification of commonly occurring and dominant genera of Algae observed in the Phytoplankton of the United States.  Washington DC: US Department of the Interior, Geological Survey, 1982.
- Taylor, William Randolph. Marine Algae of the Northeastern Coast of North America.  Ann Arbor: University of Michigan Press, 1969. ISBN 978-0-472-04904-2.
- Wehr, J. D.; Sheath, R. G.. Freshwater Algae of North America: Ecology and Classification.  Academic Press, 2003. ISBN 978-0-12-741550-5.